# Puente Charles de Gaulle
El puente Charles de Gaulle es un puente parisino sobre el río Sena que une el XII Distrito con el XIII. Hasta 2005 era el puente más reciente de la capital.

## Historia
El puente Charles de Gaulle nació tras el desarrollo sufrido por el sudeste de París, especialmente en el barrio de Bercy y en la zona de la nueva Biblioteca nacional. Su construcción fue decidida por el concejo municipal en 1986 con el fin de descargar de tráfico el puente de Austerlitz y de unir de forma directa la estación de Paris Lyon con la de Austerlitz.
El proyecto elegido, obra de los arquitectos L.G. Arretche y R. Karansinski, supuso la construcción de un puente compuesto de un tablero de acero blanco similar al ala de un avión sujetado por unos finos tubos de acero que reposan sobre tres pilares de cemento. El diseño buscaba la mayor integración posible de la obra dentro del paisaje. Iniciado en 1993, fue inaugurado en 1996.